# Germaine Bonnafon
Cet article possède un paronyme, voir Bonnafont.
Germaine Bonnafon, née le 9 juin 1922 à Pessac (Gironde), morte le 5 décembre 2016 dans cette même ville, membre de la résistance intérieure française à Bordeaux et à Paris de juin 1940 à avril 1943, est déportée dans les camps de concentration nazis de Ravensbrück et Svatava. Après la guerre, elle s'engage dans la Fédération nationale des déportés et internés résistants et patriotes, en devient présidente départementale pour la Gironde en 1971 et est membre de la présidence nationale jusqu'en 2013. Elle consacre une grande partie de ses activités militantes au devoir de mémoire et aux témoignages devant la jeunesse. Elle est commandeur de la Légion d'Honneur.

## Biographie
Née à Pessac, Gironde, le 9 juin 1922, Germaine Bonnafon a vécu une enfance et une adolescence heureuses. Son père, propriétaire d'un commerce de meubles à Bordeaux et la famille, bien que d'origine modeste, ont atteint un niveau de vie aisé dans les années 1930. À la fin de sa scolarité obligatoire, elle est embauchée par son père dans le magasin familial de 1935 à 1942.
En juin 1940, Germaine Bonnafon est témoin de l'exode qui voit Bordeaux se remplir de réfugiés puis de l'arrivée des troupes allemandes. Le 20 juin 1940, elle va constater les dégâts du bombardement de Bordeaux par la Luftwaffe et est marquée par ce spectacle de désolation dans le quartier populaire de Saint-Michel.

### Résistance à Bordeaux
Dès le début de l'occupation, un petit groupe s'est constitué autour du député communiste Charles Tillon, clandestin à Bordeaux. C'est un ami de la famille, Henri Souques, qui met les Bonnafon en contact avec le réseau initié par Charles Tillon qui deviendra plus tard le chef national des Francs-tireurs et partisans (FTP),. Germaine Bonnafon devient un des agents de liaison de ce groupe bordelais. Dans les sacoches de sa bicyclette elle transporte les tracts imprimés par ce réseau, parfois des paquets dont elle ignore le contenu et elle rencontre les militants pour transmettre les consignes. De son côté, son père organise les planques des clandestins et participe à l'impression du matériel de propagande. Le 25 août 1942 Jean Bernard Bonnafon, demande à Germaine Bonnafon de partir pour Paris dans la clandestinité avant l'arrivée de la police qui vient les arrêter,
Jean Bernard Bonnafon est emprisonné à la prison du Fort du Hâ de Bordeaux et fusillé comme otage au camp de Souge-Martignas le 21 septembre 1942.

### Résistance à Paris
Réfugiée à Paris chez une cousine, Germaine Bonnafon renoue contact avec la Résistance. Elle reprend ses missions d'agent de liaison et devra changer de planque une vingtaine de fois. Au cours de cette période, elle revient à Bordeaux pour organiser l'évasion de son amie Régine Allo du camp de Mérignac-Pichey et repart aussitôt dans la clandestinité parisienne.
Elle est arrêtée le 19 avril 1943 à 8h45 dans le hall de la gare Saint-Lazare par la police française. Elle crie au public : « Regardez messieurs-dames, quelle honte ! Des policiers français arrêtent une patriote ». Lors de son arrestation, elle est en possession de documents intéressant la brigade spéciale 2 qui recherche les communistes.

### Prisons françaises (du 19 avril 1943 au 13 mai 1944)
L'inspecteur Laffargue, de Bordeaux, vient l'interroger à Paris sur l'évasion de Régine Allo. Il ne la torture pas, mais lui dit « qu'elle a de la chance que le commissaire Poinsot ne soit pas venu l'interroger, car lui il aurait su te faire parler ».
Après le dépôt de la préfecture, elle est enfermée à la prison parisienne de la Roquette,, puis à Châlons-sur-Marne, où elle se lie d'amitié avec Andrée Badie de Bordeaux et Mounette Dutilleul,, militante communiste nationale qui est passée à Bordeaux en 1940. Germaine Bonnafon est ensuite transférée au quartier allemand et à la prison de Laon, puis retrouve ses camarades de Châlons dans les casemates du fort de Romainville, d'où elles partiront dans des wagons à bestiaux pour l'Allemagne,. Le gardien allemand leur avait dit en souriant : « Je vous emmène en promenade ».

### Camps nazis (du 14 mai 1944 au 7 avril 1945)
Après trois jours et trois nuits de transport en wagon à bestiaux, Germaine Bonnafon arrive au camp de concentration pour femmes de Ravensbrück au nord de Berlin (matricule 39072), puis elle est transférée le 1er septembre 1944 au camp de Zwodau-Falkenau(matricule 51553) à l'ouest de la Bohême, près de la frontière bavaroise, où sont enregistrées 265 femmes françaises. L'hiver 1944/1945 est particulièrement rigoureux dans cette région de petites montagnes enneigées d'octobre à mars. La nourriture à base de soupe de rutabagas et d'un morceau de pain quotidien est largement au-dessous du minimum vital. Germaine Bonnafon ne pèse plus que 38 kg en mai 1945.
Le camp de Zwodau est contigu à une filiale de la firme Siemens. Une grande partie des détenues doit travailler dans l'usine sous la surveillance des SS, les autres étant astreintes à diverses corvées. Quand les Françaises ne sont pas à l'usine — où elles essayaient de saboter la production par divers moyens plus ou moins visibles : lenteur du travail, mélange de pièces à trier, mauvaise prise de cote, simulation d'erreurs — elles sont affectées parfois à d'autres tâches plus ponctuelles : ramassage et transport des cadavres sur la charrette, terrassement, entretien du camp, corvée de bois ou de charbon pour les cuisines et les logements des SS, etc.
Germaine Bonnafon a dû effectuer des transports sur des charrettes ou à mains nues de déportées mourantes, ou mortes, descendues des wagons à bestiaux arrivant de Hongrie, notamment des juives, des sintis et des romas. Elle a fait partie du petit commando de vingt Stück qui allait les chercher à la gare pour les convoyer à pied dans la neige vers le camp situé à trois kilomètres. Elle a souvent témoigné sur la barbarie des SS et des gardiennes de Zwodau (les commandants Schreiber et Jordan et les Oberaufseherinnen Schneider et Unger). Elle redoute aussi les kapos, assassins ou criminels de droit commun, que les nazis utilisaient comme auxiliaires zélés toujours prêts à frapper les détenues pour se faire bien voir des SS,.
Un jour, où Germaine Bonnafon n'est pas allée travailler à cause d'une blessure infectée à la main et au bras, l'Oberaufseherin la surprend dans la baraque, la soulève par le col de sa veste rayée et lui cogne plusieurs fois la tête contre la paroi en hurlant, puis la laisse retomber au sol sans l'achever. C'est une autre détenue qui le soir lui ouvre la plaie avec de vieux ciseaux pour laisser s'écouler le pus et faire dégonfler sa main et son bras. Malgré le manque d'hygiène et de soins médicaux, Germaine Bonnafon échappe au typhus et surmonte la dysenterie, deux infections endémiques dans les camps de concentration nazis.
Après avoir survécu à une marche de la mort de trois jours fin avril 1945, qui avait pour but la liquidation de tous les déportés, elle est reconduite épuisée avec les survivantes de son groupe vers le camp par les SS, car la région est prise en tenaille entre les troupes américaines et soviétiques et toutes les routes sont coupées,,. Germaine Bonnafon attend une semaine allongée dans sa baraque, sans nourriture, l'arrivée des troupes américaines, les gardes allemands ayant pris la fuite et abandonné leurs uniformes. Pendant ces deux ans de détention, depuis la bataille de Stalingrad, Germaine Bonnafon n'a jamais cessé d'espérer[réf. souhaitée].

### Engagement dans laFNDIRPpour le devoir de mémoire
Après la guerre, elle essaye de reprendre une vie normale, fait des études, suit une formation médicale et administrative, travaille comme secrétaire médico-sociale à l'Électricité de France (EDF) pour s'occuper des enfants du personnel mais se demande toujours comment elle a pu sortir de l'enfer, alors que tant de ses camarades sont restées là-bas dans les fosses communes ou les fours crématoires.
À la fin des années 1950, Germaine Bonnafon s'engage de plus en plus dans la Fédération nationale des déportés et internés résistants et patriotes (FNDIRP) qui défend les intérêts matériels et moraux des victimes du nazisme. Elle en devient la présidente départementale pour la Gironde en 1971 et fait partie de son comité national, puis du bureau exécutif et finalement de la présidence nationale jusqu'en 2013.
En 1998, âgée de 76 ans elle intervient au procès de Maurice Papon à Bordeaux au nom des parties civiles. Chaque année jusqu'à un âge avancé, elle témoigne devant les jeunes dans le cadre du concours national de la résistance et de la déportation créé en 1961 par le Ministère de l'Éducation Nationale et elle participe au jury académique. La lutte contre le négationnisme et pour la transmission du message de la résistance aux jeunes générations fut une des préoccupations essentielles de sa vie de rescapée des camps nazis,,. Voyant les effectifs de la FNDIRP diminuer inexorablement au fil des années à la suite de la disparition de ses camarades, elle participe à la création de la Fondation pour la mémoire de la déportation et à la création des Amis de la Fondation (AFMD) qui a une délégation territoriale à Bordeaux. À plusieurs reprises, elle intervient auprès des élus municipaux afin que les représentants des communautés lesbiennes, gays, bisexuels et transgenres (LGBT) et sinti-roma soient autorisés à déposer des gerbes pendant les cérémonies officielles au même titre que les autres victimes du nazisme, ce qui ne se faisait pas avant les années 2000.
Germaine Bonnafon meurt à Pessac le 5 décembre 2016 à l'âge de quatre-vingt-quatorze ans. Divorcée de Jean Rieu, résistant rescapé de Dachau et Buchenwald, elle a un fils, Claude, quatre petits-enfants et sept arrière-petits-enfants.

## Distinctions honorifiques
Germaine Bonnafon est titulaire de nombreuses distinctions honorifiques :
- Commandeur de la Légion d'honneur. C'est le premier ministre Manuel Valls qui lui remet le ruban de commandeur de la légion d'honneur le 24 avril 2016 au mémorial des martyrs de la déportation sur l'île de la Cité à Paris[11] ;
- Médaille militaire ;
- Croix de guerre 1939–1945, palme de bronze
- Croix du combattant volontaire de la Résistance ;
- Médaille de la déportation pour faits de Résistance
- Chevalier de l'ordre des Palmes académiques